# Jonathan Williams
Jonathan "Jonny" Peter Williams (* 9. října 1993, Pembury) je velšský fotbalista, záložník, v současnosti hrající za Gillingham FC v EFL League Two. S velšskou fotbalovou reprezentací získal bronzovou medaili na mistrovství Evropy v roce 2016, nastoupil ve čtyřech ze šesti velšských utkání na turnaji. Zúčastnil se i mistrovství Evropy 2020 (do hry nezasáhl) a mistrovství světa 2022 (do hry nezasáhl). Za národní tým prvně nastoupil v roce 2014, naposledy v roce 2022, reprezentační kariéru oficiálně ukončil roku 2023. Celkem za reprezentaci odehrál 33 utkání, v nichž vstřelil 2 branky. Osmkrát si zahrál za jednadvacítku, pětkrát za devatenáctku a patnáctkrát za sedmnáctku. V letech 2011–2019 byl kmenovým hráčem Crystal Palace, ovšem absolvoval četná hostování (Ipswich Town, Nottingham Forest, Milton Keynes Dons, Sunderland), dále hrál za Charlton Athletic (2019–2021), Cardiff City (2021), Swindon Town (2021–2023) a Gillingham (od 2023).